# Мост на Мустафа паша
 Тази статия е за моста в България.  За моста в Гърция вижте Пашин мост.  
Мостът на Мустафа паша (наричан също Старият мост) (на турски: Mustafa Paşa Köprüsü) е пътен мост, пресичащ река Марица при Свиленград, България. Той има зидана каменна конструкция, съставена от 21 свода с най-голям отвор 18 m. Мостът има ширина 6 m и обща дължина 295 m. Паметник на културата.
Мостът е строен в периода 1512 – 1529 г. Дело е на османския архитект Мимар Синан и е част от вакъфски комплекс, включващ още кервансарай, джамия, чаршия и хамам, финансиран от султанския везир Дамад Мустафа паша. По-късно около комплекса възниква град Мустафа паша, днес Свиленград.
В средата на моста е поставена мраморна барелефна плоча с османски надпис, на който в превод гласи:
| „ | Този мост построи, когато бе халиф най-великият от султаните султан Сюлейман хан, син на Селим хан, да бъде продължител на безопасността и сигурността му техния везир Мустафа паша – Бог да го покровителства за това, което създава. И то [построяването на моста] бе най-дълготрайното негово добро дело през годината, на дата на която стана едно вечно добро дело. | “ |